# مانیفست چو
مانیفست چو نام یک نمایشنامه است؛ که در تهران و در سال ۱۳۸۷ در سالن چهارسوی تئاتر شهر به نمایش در آمد، این نمایش به جز یک دیالوگ آن کاملاً به زبان انگلیسی اجرا می‌شود.
از نکات جالب در این نمایش نواختن کمانچه توسط افشین هاشمی و نواختن گیتار و آواز خواندن به زبان انگلیسی توسط اشکان خطیبی است. 

## عوامل
- نویسنده و کارگردان - محمد رحمانیان
- مشاور کارگردان - حبیب رضایی
- بازیگر - افشین هاشمی در نقش چو
- بازیگر - ترانه علیدوستی
- بازیگر - مهتاب نصیرپور
- بازیگر - اشکان خطیبی
- بازیگر - سیما تیرانداز
- بازیگر - هومن برق نورد
- بازیگر - زهره امینی
- همچنین از تصاویر و دیالوگ‌های زنده‌یاد احمد آقالو نیز در این نمایش استفاده شده است.